# Copa da África Ocidental de 1982
A Copa da África Ocidental de 1982 foi realizada no Benin, no período de 13 de Fevereiro a 23 de Fevereiro.

## Grupo 1
| Time            | Pts | Ptd | V | E | D | GP | GC | SG |
| --------------- | --- | --- | - | - | - | -- | -- | -- |
| Gana            | 4   | 3   | 1 | 2 | 0 | 11 | 7  | +4 |
| Costa do Marfim | 3   | 3   | 0 | 3 | 0 | 9  | 9  | 0  |
| Níger           | 3   | 3   | 0 | 3 | 0 | 5  | 5  | 0  |
| Benin           | 2   | 3   | 0 | 2 | 1 | 4  | 8  | -4 |

Partidas
| 13 de Fevereiro, 1982 | Benin | 0 – 4 | Gana |  |
|                       |       |       |      |  |

| 15 de Fevereiro, 1982 | Gana | 5 – 5 | Costa do Marfim |  |
|                       |      |       |                 |  |

| 15 de Fevereiro, 1982 | Benin | 2 – 2 | Níger |  |
|                       |       |       |       |  |

| 17 de Fevereiro, 1982 | Gana | 2 – 2 | Níger |  |
|                       |      |       |       |  |

| 17 de Fevereiro, 1982 | Benin | 3 – 3 | Costa do Marfim |  |
|                       |       |       |                 |  |

| 19 de Fevereiro, 1982 | Níger | 1 – 1 | Costa do Marfim |  |
|                       |       |       |                 |  |

## Grupo 2
| Time               | Pts | Ptd | V | E | D | GP | GC | SG |
| ------------------ | --- | --- | - | - | - | -- | -- | -- |
| Togo               | 4   | 2   | 1 | 1 | 0 | 3  | 1  | +2 |
| Alto Volta         | 4   | 2   | 1 | 1 | 0 | 3  | 3  | 0  |
| Libéria            | 0   | 2   | 0 | 0 | 2 | 1  | 3  | -2 |
| Nigéria (Desistiu) | -   | -   | - | - | - | -  | -  | -  |

Partidas
| 13 de Fevereiro, 1982 | Togo | 1 – 0 | Libéria |  |
|                       |      |       |         |  |

| 15 de Fevereiro, 1982 | Alto Volta | 2 – 1 | Libéria |  |
|                       |            |       |         |  |

| 17 de Fevereiro, 1982 | Alto Volta | 2 – 2 | Togo |  |
|                       |            |       |      |  |

## Fase das Eliminatórias
A fase de eliminatórias envolvia as quatro seleções que passaram pela fase de grupos, ocorrendo no dia 19 de Fevereiro a 23 de Fevereiro. Caso houve-se empate o jogo iria para prorrogação de 30 minutos e persistindo o empate iria para a disputa de pênaltis.
|  | Semifinal                 | Semifinal |   |  | Final                     | Final |  |
|  |                           |           |   |  |                           |       |  |
|  | 19 de Fevereiro – Cotonou |           |   |  |                           |       |  |
|  | Gana                      | 1         |   |  |                           |       |  |
|  | Alto Volta                | 0         |   |  |                           |       |  |
|  |                           |           |   |  |                           |       |  |
|  |                           |           |   |  | 23 de Fevereiro – Cotonou |       |  |
|  |                           |           |   |  | Togo                      | 1     |  |
|  |                           | Gana      | 2 |  |                           |       |  |
|  |                           |           |   |  |                           |       |  |
|  |                           |           |   |  |                           |       |  |
|  |                           |           |   |  |                           |       |  |
|  | 21 de Fevereiro - Cotonou |           |   |  |                           |       |  |
|  | Togo (p)                  | 1 (5)     |   |  |                           |       |  |
|  | Costa do Marfim           | 1 (3)     |   |  |                           |       |  |

## Semi-finals
| 19 de Fevereiro, 1982 | Gana | 1 – 0 | Alto Volta |  |
|                       |      |       |            |  |

| 21 de Fevereiro, 1982 | Togo | 1 – 1 (Tempo Extra) (5-3 nos Pênaltis) | Costa do Marfim |  |
|                       |      |                                        |                 |  |

## Final
| 23 de Fevereiro, 1982 | Togo | 1 – 2 | Gana |  |
|                       |      |       |      |  |

## Vencedor
| Vencedor da Copa da África Ocidental de 1982 |
| -------------------------------------------- |
| Gana (1º título)                             |